# Bernissart
Bernissart (pcd. i wa. Bernissåt) – miejscowość i gmina w Belgii, w Regionie Walońskim, w prowincji Hainaut, w okręgu Ath. Według Dyrekcji Generalnej Instytucji i Ludności, 1 stycznia 2024 roku gmina liczyła 11 878 mieszkańców.

## Podział administracyjny
W skład gminy wchodzą cztery dzielnice (section):
- Blaton
- Harchies
- Pommerœul
- Ville-Pommerœul